# SAAN
SAAN Stores Ltd. was een Canadese keten van discountwarenhuizen opgericht in Winnipeg, Manitoba. SAAN is een afkorting voor Surplus Army, Air Force, Navy.
Het hoofdkantoor van de keten was in Mississauga, Ontario, en het belangrijkste distributiecentrum en de supportafdeling waren gevestigd in Winnipeg, met een extra distributiepunt in Montreal. SAAN exploiteerde ook een kleine keten van opruimingswinkels genaamd Red Apple Clearance Centers .

## Geschiedenis
SAAN werd in 1947 opgericht door oprichters Albert en Sam Cohen, die hun eerste winkel openden in Main Street in Winnipeg, Manitoba.
Overtollige artikelen van het Canadese leger (vandaar de naam van de winkel) waren de eerste bevoorradingsbron van het bedrijf totdat de verkoop groeide en er meer SAAN-winkels werden geopend. 
Het aantal winkels groeide tot meer dan 200 in West-Canada en Ontario, met de nadruk op kleding, schoenen en accessoires. SAAN breidde in februari 1997 uit naar Oost-Canada met de overname van 89 locaties die ooit eigendom waren van andere detailhandelaren, waaronder Greenbergs. In datzelfde jaar breidde de keten het assortiment uit met keukenartikelen, bed- en badartikelen, meubels, speelgoed, huishoudelijke artikelen, schrijfwaren en gezondheids- en schoonheidsproducten toe aan hun productlijnen.
Eind jaren 1990 had SAAN  meer dan 350 winkels. In mei 2005, nadat het uit surseance van betaling was gekomen, was dit teruggebracht tot 142 verkooppunten in met name kleinere steden in heel Canada. 
In juni 2008 kondigde SAAN aan dat ze alle winkels binnen 8 tot 10 weken zouden sluiten met een opheffingsuitverkoop door een joint venture onder leiding van Great American Group LLC, gespecialiseerd in opheffingsuitverkopen. Alle overgebleven 126 winkels sloten in de daaropvolgende weken, sommige eerder dan andere. De meeste locaties van de keten en zijn intellectuele eigendommen werden in augustus 2008 gekocht door  TBS Holdings, eigenaar van The Bargain! Shop.